# Chiesa di Sant'Eusebio (Finale Ligure)
La chiesa di Sant'Eusebio è un complesso religioso sito in via Perti Alto nella frazione di Perti a Finale Ligure, in provincia di Savona. Esso comprende due edifici religiosi distinti ed è sede della comunità parrocchiale omonima del vicariato di Finale Ligure-Noli della diocesi di Savona-Noli.

## Storia e descrizione
L'edificio più antico è di grande interesse storico e artistico. Risalente al XIII secolo, costruito in blocchi di pietra locale, presenta un campanile a vela (piuttosto inusuale in Liguria) e abside poligonale poggiante su una più antica circolare, che costituisce il profilo visibile esterno della cripta sottostante.
Questa risale all'XI secolo ed è il luogo di culto più antico del territorio del Finale.
All'interno sono custodite una copertura di sarcofago dell'alto medioevo e un frammento di un tegolone romano con iscrizione paleocristiana del 362, quest'ultimo la più antica testimonianza della diffusione del Cristianesimo in Liguria.
A fianco dell'antica chiesa sorge l'attuale parrocchiale, a pianta ottagonale, su progetto di Francesco Bagutti. Essa fu edificata a partire dal 1714, utilizzando in gran parte materiale proveniente dalla demolizione del vicino Castel Gavone, ordinata dalla Repubblica di Genova subito dopo l'acquisto del marchesato di Finale (1713).